# Praxe

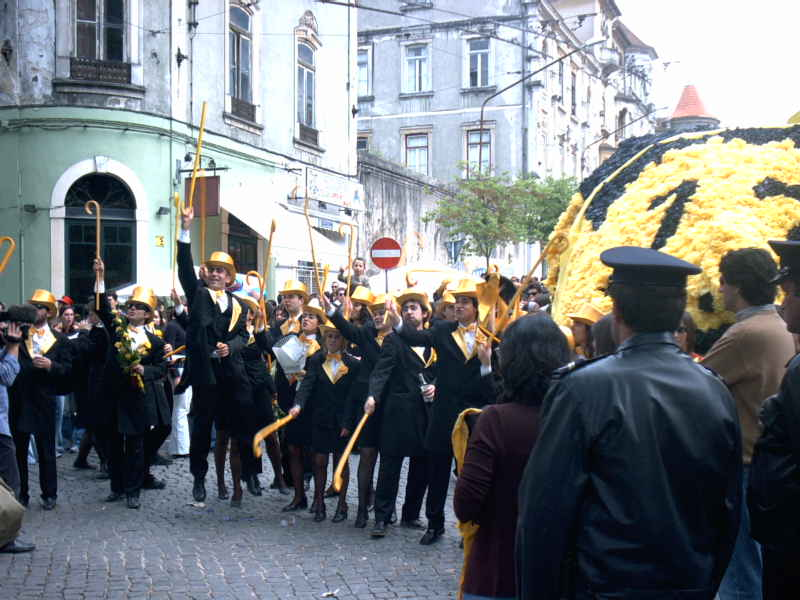
Carroza de la Queima das Fitas de Coímbra, en este caso, los estudiantes son de Odontología

Praxe académica, o simplemente praxe (término equivalente al español "novatada") son el conjunto de prácticas mediante las cuales se pretende integrar a los nuevos estudiantes (llamados caloiros en portugués, o sea "novatos") en las instituciones de enseñanza superior de Portugal. Se trata de un ritual de iniciación de tipo jerarquizado, mediante el cual se mostraría a estos nuevos estudiantes que están todos al mismo nivel en cuanto llegan a la enseñanza superior, siendo tratados todos de la misma forma. Estas prácticas han llegado a constituir toda una tradición universitaria en Portugal, al punto de estar protegidas, y estar muy bien organizadas y jerarquizadas. Sus promotores afirman que es una forma de integración porque, a travè de la praxe, los alumnos conocen a los estudiantes más veteranos -los cuales les pueden ayudar a lo largo de su vida académica-, así como a sus compañeros de curso; con todo esto se facilitaría la creación de nuevas amistades.
Dependiendo de las instituciones y prácticas, la praxe puede tener como resultado la humillación o bien la integración y diversión de los nuevos estudiantes. En la mayor parte de los casos suele tatarse de juegos inocentes realizados en calles y parques de las ciudades. Pero han sido objeto de fuertes controversias, e incluso han generado polémica en el país, al haber conducido, en los casos más graves, a daños físicos graves irreversibles, o incluso a la muerte de los estudiantes víctimas de las mismas, lo que llevó a la apertura de procesos penales.
Asociado a la praxe académica está el lema Dura Praxis, Sed Praxis (La praxe es dura, ¡pero es la praxe!) basada en el lema latino Dura lex sed lex.

## Orígenes
La praxe académica surgió en la Universidad de Coímbra, la única en Portugal durante varios siglos. Tiene como base una jurisdicción especial (el "foro académico", distinto de la "ley civil"), la cual la aplicaba un cuerpo policial propio —los archeiros— bajo tutela de las autoridades universitarias. Su papel era el de velar por el orden en el campus, cumplir las horas de estudio y la recogida obligatoria de alumnos y profesores, so pena de prisión, sobreponiéndose a la policial civil. También podían impedir la entrada a la universidad de los habitantes de Coímbra que no fuesen estudiantes y profesores.
En 1727, debido a la muerte de un alumno, el rey Juan V prohibió las conocidas como investidas hechas por los veteranos (cualquier alumno que se hubiera matriculado más de una vez en la universidad):

Mando que todo y cualquier estudiante que por obra o palabra ofenda a otro con el pretexto de novato, aunque sea levemente, le sean tachados los cursos

En el siglo XIX, el término investida dio lugar a los términos caçoada y troça (ambas se pueden traducir como "burla" en portugués) y a un aumento de la violencia durante esas prácticas. Con la desaparición de la policía portuguesa, en 1834, los estudiantes decidieron crear una adaptación de esa fuerza policial académica y recuperar los rituales de iniciación. Así, después del toque vespertino de "la cabra" —una de las campanas de la torre de la universidad, situada en la Facultad de Derecho—, patrullaban las calles de la ciudad, en busca de infractores, organizados en grupos. A finales del siglo XIX, surgieron nuevamente relatos de violencia entre estudiantes relacionados con los rituales de iniciación, en los que los nuevos alumnos eran obligados a cantar y danzar, y en el que era también frecuente cortarles el pelo. La praxe fue entretanto interrumpida durante algunos periodos. A partir de la implantación de la república, en 1910, la praxe fue abolida debido a la oposición de los estudiantes republicanos, siendo repuesta en 1919.

## Desde elsigloXXa la actualidad
Durante el siglo XX las universidades portuguesas se tornaron en centros de lucha contra el Salazarismo y la Guerra Colonial. La praxe no era practicada en la mayoría de las escuelas superiores, donde los estudiantes demócratas la entendían como alienante.
En la Universidad de Coímbra, la crisis académica de 1969 condujo a una huelga generalizada a los exámenes y al Luto Académico, con la suspensión de la praxe. Con el fin del régimen durante la Revolución de los Claveles, en 1974, la praxe fue rechazada por los estudiantes. El resurgimiento solo ocurre en el principio de la década de los 80 por razones poco claras.
La Facultad de Bellas Artes de la Universidad de Porto es un ejemplo de una institución que volvió a reimplantar la tradición del traje académico, durante unos años a través de la comisión de la praxe de la Facultad de Letras y de la Facultad de Ingeniería. Actualmente algunos alumnos de aquella facultad son praxados en conjunto con los de la Facultad de Arquitectura, que es reconocida como miembro de la Academia de Oporto. Estas dos facultades son dos ejemplos, entre varios, de instituciones de enseñanza superior donde la recepción a los nuevos estudiantes es realizada por la Asociación de Estudiantes, habiendo una colaboración con la misma en diversas actividades praxistas. A diferencia de algunas ciudades más pequeñas y que de facto no es una ciudad académica como Coímbra o Évora, la praxe en Lisboa aumentó su adhesión más lentamente, debido a la gran inmensidad de la ciudad. Dos excepciones son las facultades de Ciencia y de Farmacia de la Universidad de Lisboa, rigiéndose por códigos de praxe propios e intentando respetar y reavivar la tradición. En tanto que, debido a la volatilidad propia del medio estudiantil, es difícil precisar actualmente cuál es la adhesión a la praxe en cada Universidad.
Han sido frecuentes los casos de violencia física y psicología cometidos sobre los caloiros, tantos en las grandes universidades como en los establecimientos de menor dimensión, llevándose el caso de la suspensión de la praxe por parte del Consejo de Veteranos durante el año académico, como ocurrió en 2012 en Coímbra; o incluso en 2001, cuando un estudiante lisboense murió tras estar 7 días en coma, debido a los golpes recibidos.
En diciembre de 2013, seis jóvenes murieron ahogados en la playa de Meco (situada en Sesimbra, a 40 kilómetros de Lisboa). Lo que en un principio se achacó a una tremenda fatalidad por el fuerte oleaje, se empezó a sospechar que fue provocado a causa de la praxe debido a que el único superviviente era el jefe de la organización de las fiestas de la Universidad Lusófona de Lisboa. Esto fue desmentido por el gobierno portugués. En 2020, el Estado Portugués fue condenado por el Tribunal Europeo de Derechos Humanos a pagarle a la familia de una de las víctimas una indemnización de 13 mil euros
Los movimientos anti-praxe que entretanto surgen se oponen a estas prácticas. Afirman que el número de noticias es inferior al número de incidentes que realmente acontecen, en tanto que los defensores de esta práctica niegan estas acusaciones. Así, la sociedad se ve dividida entre las dos versiones, manteniéndose el actual status quo. Es de notar que estos movimientos se oponen al «gozo al caloiro», y no a las actividad académicas colectivas de integración, como son la semanas académicas (como las Queima das Fitas de Coímbra y Porto).